# Trzydziestu Sześciu Mistrzów Poezji
Trzydziestu Sześciu Mistrzów Poezji (jap. 三十六歌仙 Sanjūrokkasen) – grupa trzydziestu sześciu japońskich poetów (przede wszystkim z okresu Nara i Heian) wybranych przez poetę i arystokratę Fujiwarę no Kintō (ur. 966).
Trzydziestu Sześciu Mistrzów Poezji stało się popularnym tematem w japońskim malarstwie. Począwszy od II. poł. XII w. zaczęły pojawiać się wyobrażone portrety poetów (kasen-e), w ceremonialnych szatach i z atrybutami ułatwiającymi ich identyfikację, w okresie Muromachi także na darach wotywnych (hengaku kasen-e). Z połowy XIII w. pochodzi pierwszy zachowany do czasów współczesnych ilustrowany zwój zawierający zestaw trzydziestu sześciu portretów. Zwoje tego rodzaju powstałe w okresie Muromachi stały się wzorem dla tworzonych w późniejszych okresach.
Zwoje tworzone przez różnych artystów mogą się różnić zarówno porządkiem, jak i osobami portretowanych poetów.

## Lista Trzydziestu Sześciu Mistrzów Poezji
| N°. | Poeta                                    | Lata życia                | Uwagi                                                                                         | Portret | Źródło            |
| --- | ---------------------------------------- | ------------------------- | --------------------------------------------------------------------------------------------- | ------- | ----------------- |
| 1   | Kakinomoto no Hitomaro (jap. 柿本人麻呂) | około 660–710             |                                                                                               |         | [ 1 ]             |
| 2   | Ki no Tsurayuki (jap. 紀貫之)            | 872–945                   |                                                                                               |         | [ 1 ]             |
| 3   | Ōshikōchi no Mitsune (jap. 凡河内躬恒)   | zm. 907                   |                                                                                               |         | [ 1 ]             |
| 4   | Ise (jap. 伊勢)                          | około 875–939             | Zaliczana także do Trzydziestu Sześciu Mistrzyń Poezji.                                       |         | [ 1 ] [ 5 ]       |
| 5   | Ōtomo no Yakamochi (jap. 大伴家持)       | około 718–785             |                                                                                               |         | [ 1 ]             |
| 6   | Yamabe no Akahito (jap. 山邊赤人)        | VII–VIII w.               |                                                                                               |         | [ 1 ]             |
| 7   | Ariwara no Narihira (jap. 在原業平)      | 825–890                   | Zaliczany także do Sześciu Mistrzów Poezji.                                                   |         | [ 1 ] [ 4 ]       |
| 8   | Henjō (jap. 遍昭)                        | 815–890                   | Właściwie Yoshimine no Munesada. Zaliczany także do Sześciu Mistrzów Poezji.                  |         | [ 1 ] [ 4 ]       |
| 9   | Sosei (jap. 素性)                        | 844–910                   | Właściwie Yoshimine no Harutoshi. Syn Henjō.                                                  |         | [ 1 ] [ 2 ]       |
| 10  | Ki no Tomonori (jap. 紀友則)             | około 850–904             | Występuje niekiedy za Kodai no Kimi.                                                          |         | [ 1 ] [ 4 ]       |
| 11  | Sarumaru no Taifu (jap. 猿丸大夫)        | IX w.                     |                                                                                               |         | [ 1 ]             |
| 12  | Ono no Komachi (jap. 小野小町)           | około 834–899             | Zaliczana także do Sześciu Mistrzów Poezji i Trzydziestu Sześciu Mistrzyń Poezji.             |         | [ 1 ] [ 4 ] [ 5 ] |
| 13  | Fujiwara no Kanesuke (jap. 藤原兼輔)     | 877–933                   |                                                                                               |         | [ 1 ]             |
| 14  | Fujiwara no Asatada (jap. 藤原朝忠)      | 910–966                   |                                                                                               |         | [ 1 ]             |
| 15  | Fujiwara no Atsutada (jap. 藤原敦忠)     | 906–943                   |                                                                                               |         | [ 1 ]             |
| 16  | Fujiwara no Takamitsu (jap. 藤原高光)    | 939–994                   |                                                                                               |         | [ 1 ]             |
| 17  | Minamoto no Kintada (jap. 源公忠)        | 889–948                   |                                                                                               |         | [ 1 ]             |
| 18  | Mibu no Tadamine (jap. 壬生忠岑)         | zm. 965                   |                                                                                               |         | [ 1 ]             |
| 19  | Saigū no nyōgo (jap. 斎宮女御)           | 936–985                   | Zaliczana także do Trzydziestu Sześciu Mistrzyń Poezji.                                       |         | [ 1 ] [ 5 ]       |
| 20  | Ōnakatomi no Yoritomo (jap. 大中臣頼基)  | około 886–958             |                                                                                               |         | [ 1 ]             |
| 21  | Fujiwara no Toshiyuki (jap. 藤原敏行)    | zm. 901 lub 907           |                                                                                               |         | [ 1 ]             |
| 22  | Minamoto no Shigeyuki (jap. 源重之)      | zm. 1000                  |                                                                                               |         | [ 1 ]             |
| 23  | Minamoto no Muneyuki (jap. 源宗于)       | zm. 940                   |                                                                                               |         | [ 1 ]             |
| 24  | Minamoto no Saneakira (jap. 源信明)      | 910–970                   |                                                                                               |         | [ 1 ]             |
| 25  | Fujiwara no Kiyotada (jap. 藤原清正)     | zm. 958                   |                                                                                               |         | [ 1 ]             |
| 26  | Minamoto no Shitagō (jap. 源順)          | 911–983                   |                                                                                               |         | [ 1 ]             |
| 27  | Fujiwara no Okikaze (jap. 藤原興風)      | IX–X w.                   |                                                                                               |         | [ 1 ]             |
| 28  | Kiyohara no Motosuke (jap. 清原元輔)     | 908–990                   |                                                                                               |         | [ 1 ]             |
| 29  | Sakanoue no Korenori (jap. 坂上是則)     | X w.                      |                                                                                               |         | [ 1 ]             |
| 30  | Fujiwara no Motozane (jap. 藤原元真)     | X w.                      |                                                                                               |         | [ 1 ]             |
| 31  | Fujiwara no Nakafumi (jap. 藤原仲文)     | 923–992                   |                                                                                               |         | [ 1 ]             |
| 32  | Ōnakatomi no Yoshinobu (jap. 大中臣能宣) | 921–991                   |                                                                                               |         | [ 1 ]             |
| 33  | Mibu no Tadami (jap. 壬生忠見)           | X w.                      |                                                                                               |         | [ 1 ]             |
| 34  | Taira no Kanemori (jap. 平兼盛)          | zm. 990                   |                                                                                               |         | [ 1 ]             |
| 35  | Nakatsukasa (jap. 中務)                  | ur. około 912, zm. po 989 | Córka Ise. Zaliczana także do Trzydziestu Sześciu Mistrzyń Poezji.                            |         | [ 1 ] [ 5 ]       |
| 36  | Kodai no Kimi (jap. 小大君)              | zm. około 1005            | Występuje niekiedy za Ki no Tomonori. Zaliczana także do Trzydziestu Sześciu Mistrzyń Poezji. |         | [ 1 ] [ 5 ] [ 4 ] |